# Heidenwegturm
Der Heidenwegturm befindet sich auf der St. Petersinsel der Gemeinde Twann-Tüscherz im Kanton Bern.

## Situation
Der aus Holz erstellte Turm ist 11,5 Meter hoch. 39 Treppenstufen führen zur Aussichtsplattform in 8,5 Meter Höhe.
Von der Plattform aus bietet sich eine Aussicht über die St. Petersinsel sowie den Bielersee.
Von Erlach aus erreicht man den Aussichtsturm in ca. 30 Minuten.

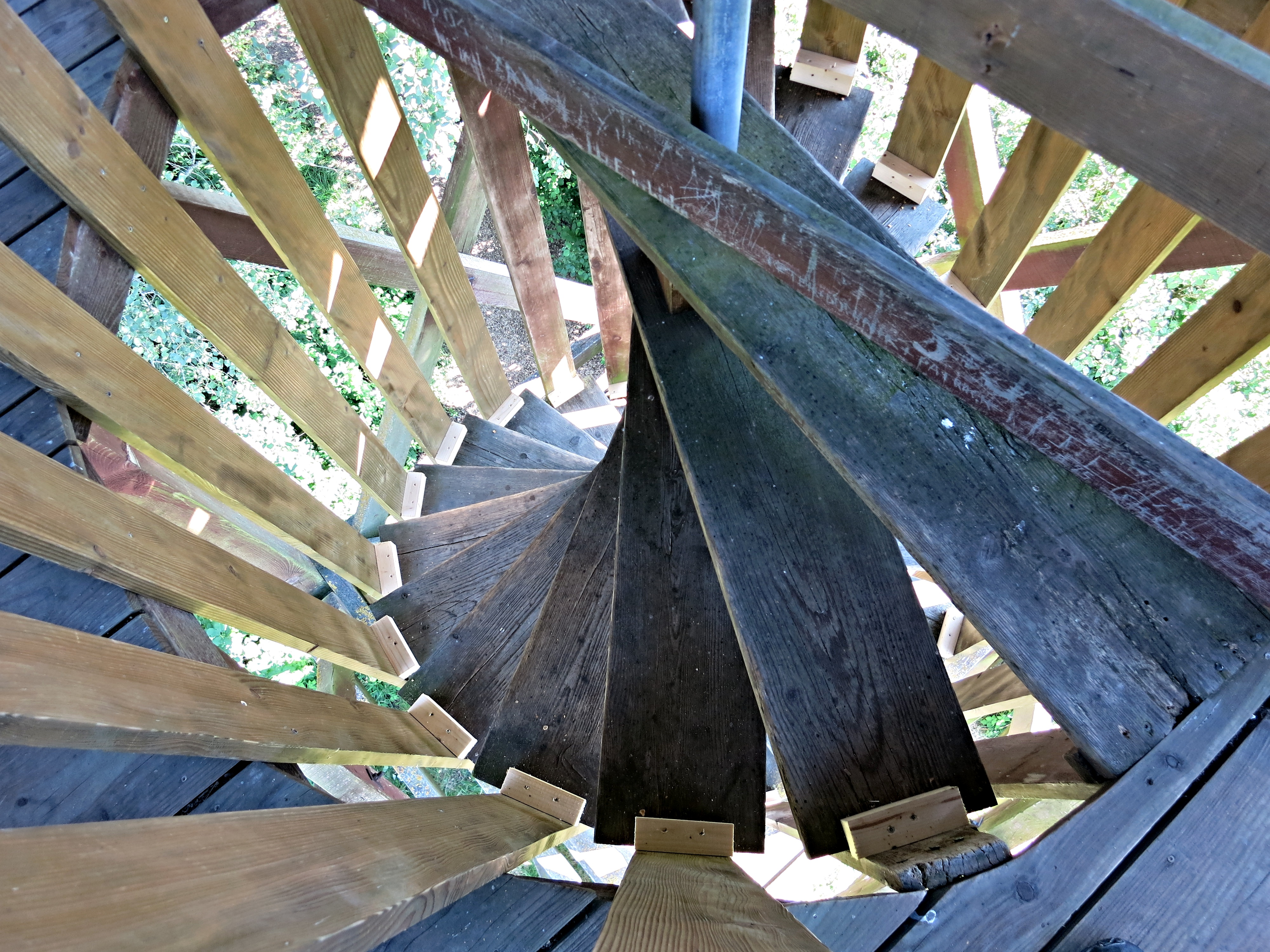
Treppen
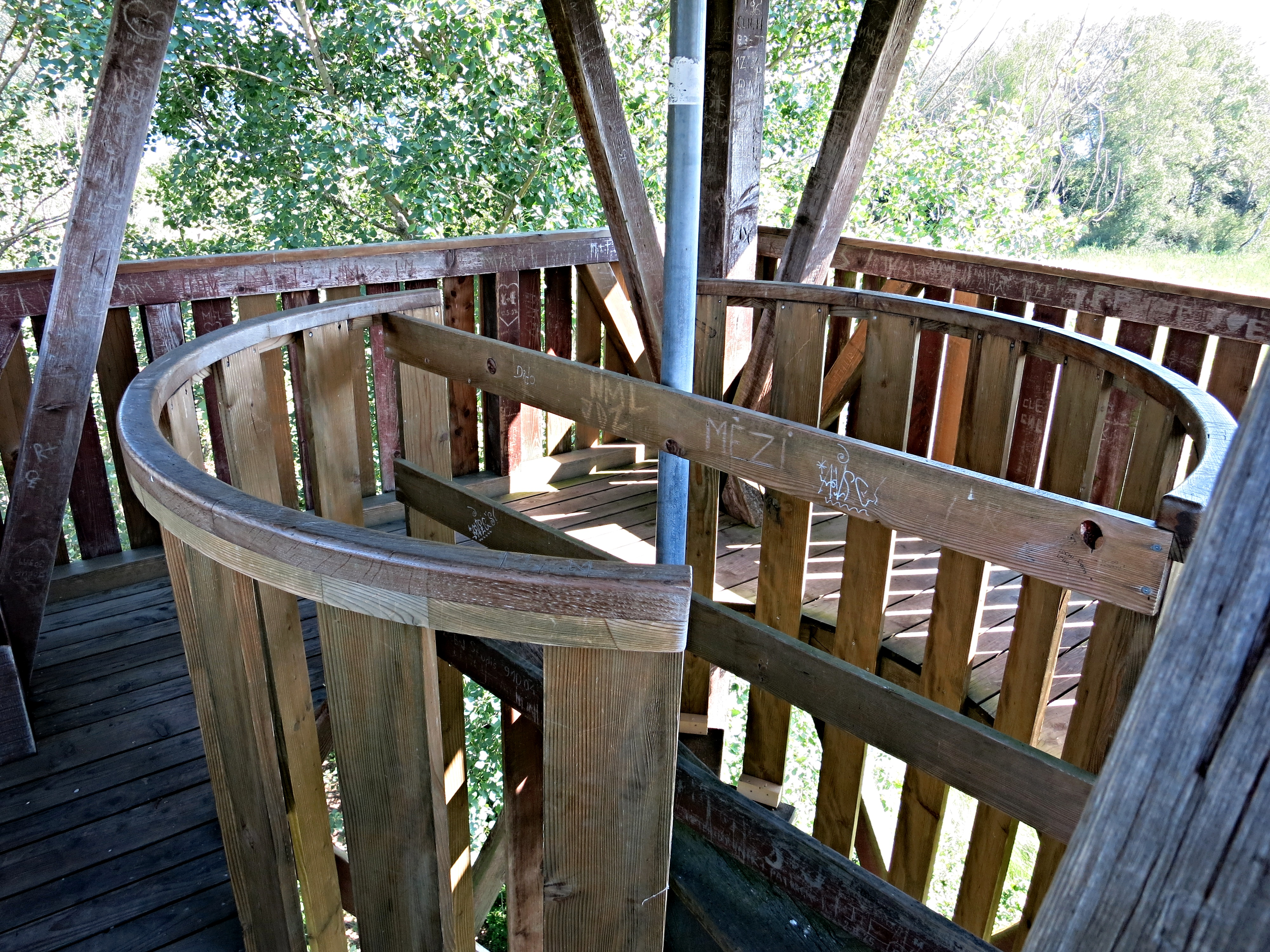
Aussichtsplattform